# Дарковичи
Да́рковичи — село в Брянском районе Брянской области, в составе Новодарковичского сельского поселения. Расположено у автодороги Р68 Брянск—Киров, в 4 км к северу от городской черты г. Брянска, в 2 км от посёлка Новые Дарковичи. Население — 962 человека (2023).

## История
Впервые упоминается в 1610 году как поместье Небольсиных, в составе Брянского уезда. В XVIII веке владельцами Дарковичей становятся Жабины (с конца XVIII века здесь работали два построенных ими винокуренных завода), а в XIX веке — Бахтины, Нарышкины, С. И. Мальцов. Приход церкви Ахтырской иконы Божией Матери упоминается с 1782 (не сохранилась). В 1897 году была открыта земская школа.
С 1861 по 1924 год село входило в Любохонскую волость Брянского (с 1921 — Бежицкого) уезда; позднее в Бежицкой волости; с 1929 в Брянском районе.
До 1959 года — центр Дарковичского сельсовета, в 1959—1982 гг. в Толвинском сельсовете.